# ساندرفوت
ساندرفوت (به انگلیسی: Saundersfoot) یک منطقهٔ مسکونی در بریتانیا است که در پمبروکشر واقع شده‌است. ساندرفوت ۲٬۶۲۸ نفر جمعیت دارد.